# 宗谷海峡

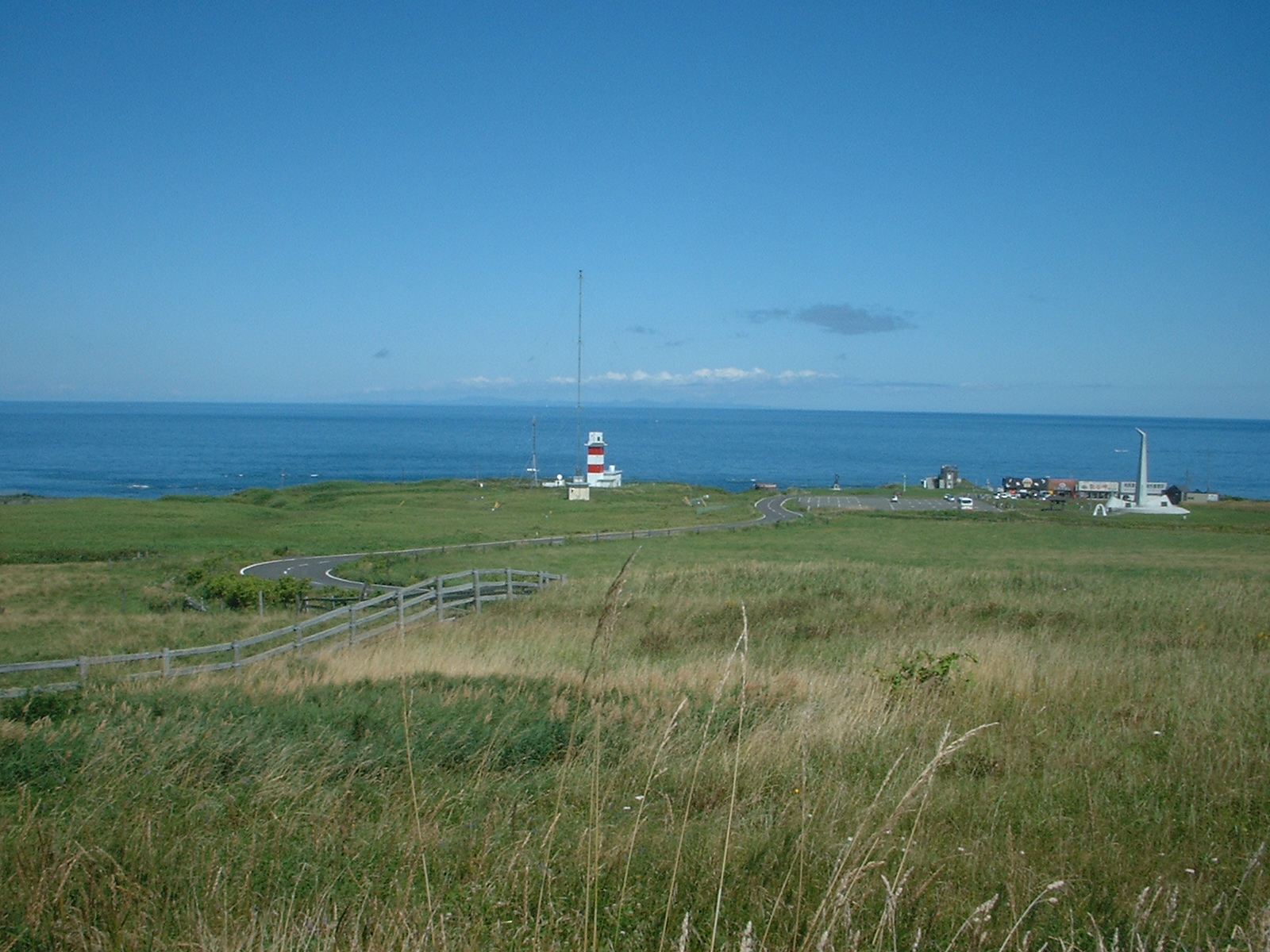
宗谷岬から宗谷海峡をはさんで樺太を望む

座標: 北緯45度43分10秒 東経142度01分30秒 / 北緯45.71944度 東経142.02500度
宗谷海峡（そうやかいきょう）は、北海道の宗谷岬と、帰属未定地：樺太の西能登呂岬（ロシア名：サハリン島・クリリオン岬）との間にある海峡。東西方向の海峡であり、日本海とオホーツク海を結んでいる。海峡幅は最狭部で約42 km。

## 概説
- 宗谷海峡は日本名であり、国際水路機関が定める国際的な名称は、ラ・ペルーズ海峡（英語:La Pérouse Strait ロシア語: Пролив Лаперуза ラペルザ）[2]である。1787年に欧州人で初めて当海峡を通過したとされるフランス軍人の探検家であるラ・ペルーズの名がその由来である。海峡を望む宗谷岬の丘の上に顕彰碑が建立されている。
- 深さは最深部で60 mほどしかないので、最終氷期には間宮海峡共々陸橋となり、樺太と北海道はユーラシア大陸と地続きであった[3][4]。
- 動物分布の境界線の一つである「八田線」が当海峡を通るとされる。
- 日本海を北上し間宮海峡に至る対馬海流（暖流）の一部が当海峡からオホーツク海側に抜け、北海道沿いに流れる宗谷暖流になっている[1]。このため海流の方向及び水温により、沿岸定着氷や流氷は少ないが、年間数日程度、稚内港方面に押し寄せ、船舶の航行に支障をきたすことがある[5]。
- 日本海側からオホーツク海側へと当海峡内を暖流が流れているため、北方より「やませ」等の冷涼な風の吹く日には夏でも海霧が立ちやすく、船舶内にレーダー等の装備が普及されていなかった頃は当海峡内やその周辺で海難事故が度々発生していた。
- 1945年以前（南樺太が日本領であった時代）は、鉄道省が稚内より大泊（現：コルサコフ）に至る稚泊連絡船を運航していた。戦後も何度か同区間で定期国際航路が開設されたが、2018年を最後に運航が停止しており、再開の目処は経っていない。
- 鉄道トンネル（宗谷トンネル）やガスパイプライン（サハリンプロジェクト）等の海底トンネルを当海峡下に貫通させる構想が戦前より存在するが、国際情勢の変化等により未だ建設決定には至っていない。

## 軍事上の要衝
- 軍事上の要衝であるチョークポイントの一つである。
- ロシア帝国との関係が悪化した1902年には宗谷岬に望楼が設置され、日露戦争中は、対馬海峡、津軽海峡とともに、ロシアバルチック艦隊の通航監視の重要拠点とされていた。
- 第二次世界大戦が始まった1941年12月8日、海軍省は海峡一帯を宗谷海峡方面防禦海面（東端は宗仁岬、野寒岬を結ぶ線、西端は知志谷埼、二丈岩、時前埼を結ぶ線）に指定[6]して防禦に当たった。
- 1943年、アメリカ海軍は宗谷海峡から潜水艦を日本海へ侵入させて3回通商破壊戦を行った。10月11日、日本海での通商破壊戦を終えて宗谷海峡経由で太平洋へ出ようとした潜水艦ワフーが、宗谷海峡を浮上通過中、宗谷臨時要塞に発見され砲撃を受ける。その後、日本海軍及び日本陸軍の航空機に捕捉され、航空機・駆潜艇・掃海艇の連携攻撃によって撃沈され、ダドリー・W・モートン艦長以下ワフーの乗組員が全員戦死した。この戦闘とワフーの日本海での襲撃活動によって生じた犠牲者の慰霊と平和を祈念する碑が宗谷岬に建立されている。ワフー撃沈により、アメリカ海軍の日本海侵入作戦は1945年のバーニー作戦まで中止された。
- 領海法に基づく領海の幅が通常の12海里（約22.2 km）から3海里（5.556 km）にとどめられた特定海域の一つ[7]で、核兵器を搭載した外国の軍艦を含め自由に通過することができる（通過通航権）。
- 野寒布岬（稚内分屯地）及び宗谷岬背後の宗谷丘陵丸山に自衛隊の、樺太・西能登呂岬（サハリン島・クリリオン岬）にはロシア軍のレーダーサイトがそれぞれ設置されている。